# 앨릭스 브로스크
앨릭스 브로스크(영어: Alex Brosque, 1983년 10월 12일 ~ )는 오스트레일리아의 전 축구 선수로 현역 시절 포지션은 공격수였다.